# مونرو (اوهایو)
مونرو(به انگلیسی: Monroe) شهری در ایالت اوهایو کشور ایالات متحده آمریکا است که جمعیت آن در سرشماری سال ۲۰۱۰ میلادی، ۱۲٬۴۴۲ نفر بوده‌است.